# 趙炳華
趙 炳華（Cho Byeong Hwa、チョ・ビョンファ、1921年5月2日 - 2003年3月8日）は大韓民国の詩人。京畿道安城市出身。本貫は漢陽趙氏。号は「片雲」。

## 略歴
1921年5月2日、京畿道安城市に生まれる。1938年京城師範学校を卒業し、1943年東京高等師範学校で修学した。1945年6月に帰国、中央大学校、梨花女子大学校講師を経て、慶熙大学校国文科教授として在職した。
1949年に詩集『버리고 싶은 유산(捨てたい遺産)』を発表して登壇後、たくさんの詩集を発表した。初期は、現代文明の中で生きる人間の運命と愛、哀歓を平易な文脈と律調で詠ったが、その後は人間の存在と運命に対する深い洞察をみせた。趙の多作の秘訣は、生と死、人生の本質に対する広範囲な問題を易しい日常の言語で表現することで多くの読者と率直な対話ができたことにある。
そして、趙は現代詩は難解だという通念を壊した詩人であり、自分が経験した対象と感慨を素直に表現し、読者の共感を得ることに成功した詩人として評価されている。2003年3月8日死去。

## 年譜
- 1921年5月2日、京畿道安城市に生まれる。[1]
- 1959～1980年、慶熙大学校国文科教授。
- 1960年、第7回アジア自由文学賞受賞。
- 1974年、韓国詩人協会賞受賞。
- 1982～1984年、韓国詩人協会会長。
- 1985年、大韓民国芸術院賞受賞。
- 1989～1991年、韓国文人協会理事長。
- 1990年、三一文化賞受賞。
- 1991年、大韓民国文学大賞受賞。
- 2003年3月8日死去。

## 代表作品
- 1949年、버리고 싶은 유산(捨てたい遺産) [3][4]
- 1950年、하루 만의 위안(一日だけの慰安)
- 1952年、패각의 침실(貝殻の寝室)
- 1954年、인간고도(人間孤島)
- 1955年、사랑이 가기 전에(愛が去っていく前に)
- 1957年、서울(ソウル)
- 1958年、석아화(石阿花)
- 1959年、기다리며 사는 사람들(待ちながら生きる人々)
- 1960年、밤의 이야기(夜の話)
- 1962年、낮은 목소리로(低い声で)
- 1963年、공존의 이유(共存の理由)、쓸개 포도의 비가)(胆のうぶどうの悲歌)
- 1964年、시간의 숙소를 더듬어서(時間の宿をたどって)
- 1965年、내일 어느 자리에(明日のある場所に)
- 1966年、가을은 남은 거에(秋は残ったものに)
- 1968年、가숙의 램프(仮宿のランプ)
- 1969年、내 고향 먼 곳에(私の故郷遠いところに)
- 1971年、오산 인터체인지(烏山インターチェンジ)、별의 시장(星の市場)
- 1972年、먼지와 바람 사이(埃と風の間)
- 1973年、어머니(母)
- 1975年、남남(他人)
- 1976年、창안에서 창밖에(窓の中で窓の外に)
- 1978年、딸의 파이프(娘のパイプ)
- 1981年、안개로 가는 길(霧に行く道)
- 1983年、머나먼 약속(遠い約束)
- 1985年、나귀의 눈물(ロバの涙)、어두운 밤에도 별은 떠서(暗い夜にも星はのぼり)、해가 뜨고 지고(太陽が昇り沈む)
- 1989年、지나가는 길에(通りすぎる道に)
- 1990年、후회없는 고독(後悔のない孤独)
- 1991年、찾아가야 할 길(探していくべき道)、낙타의 울음소리(ラクダの鳴声)
- 1992年、타향에 핀 작은 들꽃(他郷に咲いた小さな野花)、다가갈 수 없는 세월(近づけない歳月)
- 1993年、잠 잃은 밤에(眠れない夜に)
- 1995年、시간의 속도(時間の速度)
- 1998年、헤어지는 연습을 하며(別れる練習をしながら)

## 日本語で読める作品
- 詩集『雲の笛』、姜尚中訳、花神社、1996、ISBN 4760213937
- 『旅―近くて遠い異国の友へ』、申潤植訳、海風社、1997、ISBN　487616262X